# Pont d'Aigues-Vertes
Le pont d'Aigues-Vertes est un pont autoroutier sur le Rhône, situé dans le canton de Genève, en Suisse.

## Localisation
Le pont d'Aigues-Vertes est le douzième pont le plus en aval du Rhône après sa sortie du lac Léman. Il permet à l'autoroute A1 de franchir le Rhône entre les communes de Bernex sur la rive gauche et Vernier sur la rive droite.

## Nomenclature
Aigues-Vertes est un village situé dans la commune de Bernex. Aigue est un mot de patois genevois et d'ancien français qui signifie eau.

## Histoire
Composé de deux ponts séparés (mais désignés sous un nom au singulier), le pont est construit entre 1985 et 1987 par le bureau Barthassat-Lachenal-Fontaine lors de la réalisation de l'autoroute de contournement de Genève ouverte en 1993. 
Placé entre le tunnel de Vernier et la tranchée couverte de Chèvres, il domine la passerelle de Chèvres et la ferme du Canada. Le pont présente un risque important de verglas : pour réduire ce risque et pouvoir procéder au salage dès que nécessaire, il est équipé d'une installation automatique de giclage de saumure non-corrosif[réf. nécessaire]. 